# Ina Kersten

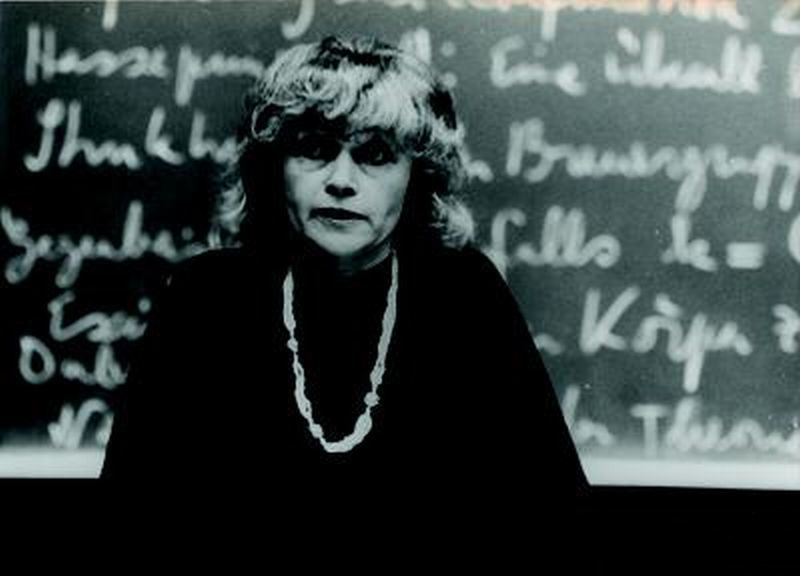
Ina Kersten op het herdenkingscolloquium voor Ernst Witt], Hamburg, 1991

Ina Kersten (Hamburg, 6 juli 1946) is een Duitse wiskundige en voormalig voorzitter van de Deutsche Mathematiker-Vereinigung. Haar onderzoek betreft abstracte algebra, inclusief de theorie van lichaamsuitbreiding (Ned) / velduitbreiding (Be) en algebraïsche groepen. Ze is emeritus hoogleraar aan de Universiteit van Göttingen.
Kersten is geboren in Hamburg, en promoveerde aan de Universiteit van Hamburg in 1977 op het proefschrift p-Algebren über semilokalen Ringen. Haar promotor was Ernst Witt. Ze voltooide haar habilitatie aan de Universiteit van Regensburg in 1983.
Kersten was voorzitter van de Duitse Wiskundige Vereniging van 1995 tot 1997, de eerste en tot nu toe (2020) de enige vrouwelijke voorzitter. Onder haar leiding richtte de vereniging het tijdschrift Documenta Mathematica op.